# Yukiya Sugita
Yukiya Sugita, talvolta noto come Sugi (杉田 祐希也?, Sugita Yukiya; Saitama, 22 aprile 1993), è un calciatore giapponese, centrocampista o attaccante del Nordic United.

## Carriera
A livello giovanile, Sugita è cresciuto nel Kashiwa Reysol. Nell'estate del 2011 insieme alla squadra è volato in Spagna ad Elche per disputare un'amichevole organizzata dal procuratore spagnolo Javier Subirats. Con il club iberico, tuttavia, Sugita non è riuscito a ottenere un contratto.
Nonostante la bocciatura da parte dell'Elche, Sugita ha suscitato l'interesse di Gaspar Campillo, allenatore e direttore sportivo dell'FC Jove Español San Vicente, un cui collaboratore era proprio Javier Subirats. La squadra, militante nella quarta serie spagnola, annoverava in rosa numerosi giocatori stranieri, tra cui dieci indonesiani. Inizialmente il giocatore è rientrato in Giappone per studiare e giocare nella squadra dell'università della città di Sendai, poi è tornato in Spagna allo stesso FC Jove Español ma inizialmente a causa di problemi burocratici ha potuto giocare solo nella squadra riserve. Nella stagione 2013-2014, la prima squadra del club è diventata affiliata all'Hércules e allo stesso tempo Sugita ha risolto i problemi burocratici che lo relegavano in squadra riserve. Questa partnership tra i due club gli ha permesso di essere utilizzabile sia dall'Hércules che dall'FC Jove Español. Nel dicembre del 2013 ha firmato un contratto con l'Hércules valido fino al 2017, il quale prevedeva una clausola rescissoria di 10 milioni di euro. Nel luglio del 2015 invece il club e il giocatore hanno raggiunto un accordo per la rescissione contrattuale.
Nel marzo del 2016 i thailandesi del Pattaya United hanno annunciato l'ingaggio di Sugita. Durante lo stesso anno solare, ha anche giocato in prestito per il PTT Rayong, altra squadra thailandese.
Nel febbraio del 2017 si è trasferito nella seconda serie svedese al Dalkurd. Con 3 gol in 22 presenze ha contribuito alla prima promozione in Allsvenskan nella storia del club. Ha iniziato al Dalkurd anche la stagione 2018 ma – con la squadra relegata in zona retrocessione e a pochi mesi dalla scadenza contrattuale – nel luglio del 2018 intorno a metà campionato la società ha accettato l'offerta proveniente dagli iraniani del Tractor Sazi, che con il giocatore hanno stipulato un accordo triennale.
Il 9 marzo 2020 è stato ufficializzato il suo ritorno nel massimo campionato svedese, questa volta con i colori del Sirius, attraverso un prestito inizialmente valido fino al successivo 23 luglio. Complice l'incertezza sulla ripresa del calcio in Iran per via della pandemia di COVID-19, il prestito è stato poi prolungato fino al 31 agosto. Il 24 agosto 2020 il Sirius ha annunciato di avere trovato l'accordo con il club iraniano per rilevare a titolo definitivo il giocatore, che fino a quel momento aveva segnato 7 reti in 17 partite, le quali avevano contribuito a issare i nerazzurri al temporaneo 6º posto in classifica. Sugita ha poi chiuso quel campionato con 7 reti e 6 assist in 28 presenze, mentre la squadra ha terminato al decimo posto. Nelle due annate seguenti i numeri del giocatore giapponese sono diminuiti, avendo segnato 0 reti e 0 assist in 17 partite dell'Allsvenskan 2021 e 1 rete e 0 assist in 24 partite dell'Allsvenskan 2022.
Dopo aver rescisso anticipatamente il contratto che lo legava al Sirius, nel gennaio 2023 è stato presentato dagli iraniani del Foolad con un accordo fino all'estate del 2024.